# 渡邊翔太
渡邊 翔太（わたなべ しょうた、1993年〈平成5年〉6月26日 - ）は、日本のプロバスケットボール選手。兵庫県神戸市出身。B.LEAGUEの福島ファイヤーボンズ所属。ポジションはポイントガード。

## 来歴
渡邊がバスケットボールを始めたのは小学校3年生の時。5年生で県大会に出場し、6年生では主将を務めた。中学校では1年生から主力として活躍し、2年新人戦は主将として県大会に出場。選抜メンバーにも選出された。3年時は県大会準優勝と近畿大会出場を果たしている。関西学院高等部に推薦入学後は、1年時よりレギュラーとして活躍。3年時主将を務める。また3年間国体メンバーに選出され主将も任されている。大学は関西学院大学に進学。1年時よりスタメンで活躍し3ポイント王。2年時春のトーナメントで準優勝。3年時インカレ出場。4年時主将。
2015年にNBDLのアースフレンズ東京Zにアーリーエントリーで加入。B.LEAGUEが開幕した翌年も引き続き所属した。
2017年オフにB1へ昇格したばかりの島根スサノオマジックに移籍。同シーズン中にB.LEAGUE通算1000得点を達成した。この年以降、ジャーニーマンとして三遠ネオフェニックス、信州ブレイブウォリアーズでそれぞれ1年プレー。
2020年オフに地元の兵庫県をホームタウンとする西宮ストークスへ移籍。2022年に3年目の契約を結び、自信最長在籍クラブとなった。西宮では松崎賢人の控えPGとして多くの試合に出場、森山知広体制下では綱井勇介と共に正PGとして起用された。
2025年5月、福島ファイヤーボンズに移籍。